# Abbaye Saint-Laurent de Beaubec
Cette page traite de l'abbaye de Saint-Laurent de Beaubec. Pour les autres abbayes portant ce nom, voir Abbaye Saint-Laurent.
L’abbaye de Beaubec est une ancienne abbaye cistercienne située en Normandie, sur le territoire de l'actuelle commune de Beaubec-la-Rosière, dans le pays de Bray.

## Histoire

### Fondation
L'abbaye est fondée en 1120 ou, plus probablement, en novembre 1128 par Hugues II de Gournay ; elle est rattachée à la congrégation de Savigny, née de l'abbaye éponyme ; l'abbaye de Beaubec fonde par ailleurs une abbaye fille à Lannoy en 1135.
Lorsque Savigny s'affilie à Clairvaux en 1147 (ou 1148), Beaubec devient également cistercienne. Elle devient en un siècle mère de neuf couvents et d'un hospice. Elle abritait les reliques de saint Hélier, martyrisé à Jersey au VIe siècle. 

### Moyen Âge
De nombreux dons et ventes ont lieu au profit de l'abbaye dans les premières années, ce qui permet à cette dernière de construire des granges à travers le pays de Bray, notamment à la Baltière (près de l'abbaye), Épinay (aujourd'hui dans la commune de Forges-les-Eaux), à Chantecoq (Saint-Saire) ainsi qu'à la limite de l'actuel département de l'Oise, dans les lieux-dits Bois des Puits, les Authieux (Criquiers), Hadancourt (Lannoy-Cuillère), Colagnies (Saint-Arnoult).
L'abbaye cherche à acquérir tous les produits vitaux dont elle a besoin : grain, vin (pour la messe) et sel (pour la conservation des aliments), ce qui justifie l'achat de terres, de vignes  et d'une propriété à Dieppe, en bord de mer.
L'abbaye a été détruite par un incendie en 1383 et partiellement reconstruite aux XVe et XVIIIe siècles.

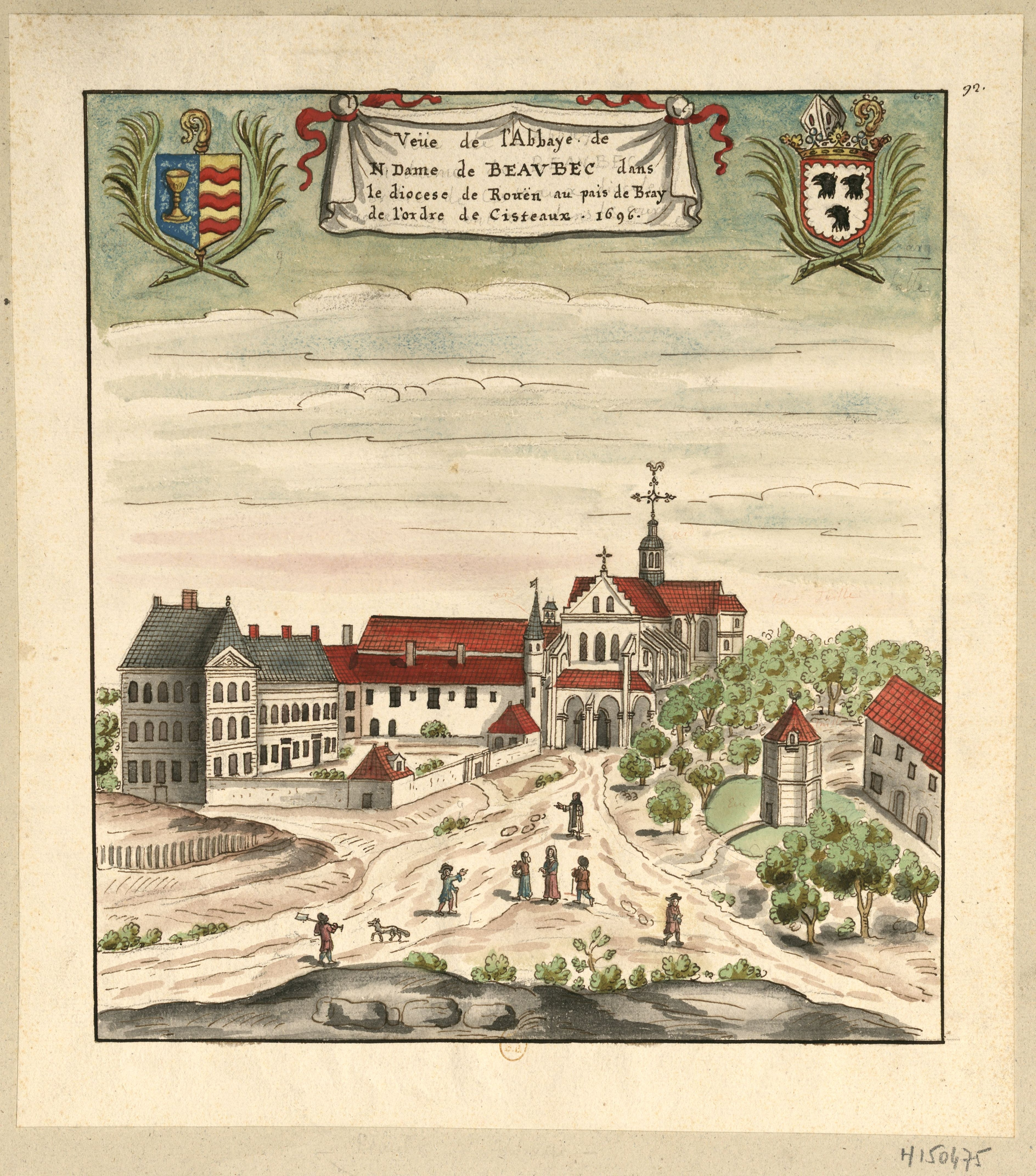
Vue de l'abbaye de Beaubec en 1696 (dessin de Louis Boudan).

### AuXVIIIesiècle
Au XVIIIe siècle, l'abbaye acquiert le prieuré de Saint-Arnoult, situé sur la commune éponyme. Treize religieux sont recensés à l'abbaye en 1768.

### Fermeture à la Révolution
L'abbaye est pillée pendant la Révolution. En 1791, elle est vendue comme bien national et détruite peu après. En dehors de la chapelle Sainte-Ursule, il n'en reste plus que quelques traces de l'infirmerie, de la ferme, du parloir et des dépendances.

## Filiation et dépendances
Saint-Laurent de Beaubec est fille de l'abbaye de Savigny